# Битва при Бельчите (1937)
Битва при Бельчите (1937) — одно из сражений гражданской войны в Испании, проходившее с 24 августа по 6 сентября 1937 года во время Сарагосской наступательной операции республиканской армии. Закончилось взятием Бельчите.

## Ход боев
В ходе проводившейся Сарагосской наступательной операции на Бельчите наступала 11-я дивизия Энрике Листера. Первые бои в районе городка завязались 24 и 25 августа. 25 августа 32-я, 117-я и 131-я смешанные бригады захватили железнодорожный вокзал. Затем они совершили охватывающее движение с двух сторон и 26-го полностью окружили Бельчите.
Войска франкистов были хорошо оснащены и могли выдержать длительную осаду, но республиканская армия не могла позволить себе терять время и поэтому решила штурмовать Бельчите. Штурм города поручили 15-й интернациональной бригаде. 
Укрывшись за железобетонными укреплениями с пулеметными гнездами, воспользовавшись зданиями и баррикадами из мешков с песком на улицах города, семь тысяч националистов оказали отчаянное сопротивление. Жарким арагонским летом разразились ожесточенные уличные бои. Осажденным перекрыли воду, а по мере того, как стала нарастать интенсивность боевых действий, стала заметна нехватка продовольствия и медикаментов.
К 28 августа наступление на Сарагоссу на других участках фронта захлебнулось, и генерал Посас, командовавший республиканской Восточной аримей, не разобравшись в ситуации, преувеличивший возможности националистов, на пятый день сражения приказал войскам закрепиться и не наступать на Сарагоссу до овладения сопротивлявшихся Бельчите и Кинто. На непременном взятии Бельчите – оплота арагонских монархистов – настаивали также активисты всех партий Республики. Так поселок с двумя тысячами населения стал центром сражения.
В свою очередь националисты пытались прорвать осаду. 30 августа их войска перешли в контрнаступление со стороны Медианы, но были остановлены 45-й дивизией Клебера.
31 августа бойцам 15-й интербригады удалось добраться до маслозавода. На следующий день республиканская авиация систематически атаковала городские районы, а республиканская артиллерия провела интенсивный обстрел позиций противника в Кабесо-дель-Лобо, в четырех километрах от города.
3 и 4 сентября республиканцы наносили удары по зданиям поселка, во время которых пали последние оплоты националистов. Последние бои развернулись вокруг улицы Калле-Майор, и к 5 сентября в городке все еще оставались два очага сопротивления: ратуша, расположенная на новой площади, и церковь Сан-Мартин, на восточной окраине Бельчите.
5-го, после значительных потерь, церковь Сан-Мартин была взята республиканскими войсками. В этот день командующий Восточной армией генерал Себастьян Посас посетил Бельчите и принял решение о выводе из боя интернациональных бригад. Остались две испанские смешанные бригады, 32-я и 153-я, которые должны были завершить операцию.
6 сентября, рано утром, последние сопротивлявшиеся защитники ратуши пытались прорвать осаду. Примерно трем сотням удалось пробиться через республиканские позиции, из них около восьмидесяти добрались до Сарагоссы. Комендант Тральеро погиб в бою.
6 сентября Бельчите был окончательно захвачен республиканскими войсками. Победителям достались развалины, скудные трофеи и несколько сотен пленных, остальные защитники погибли.

## Город-памятник
Республиканцы удерживали Бельчите до тех пор, пока националисты не вернули контроль над городом в 1938 году. Франко решил не сносить почти полностью разрушенный город, оставив его в качестве памятника войне. Новый город Бельчите был построен только в 1954 году, а до этого местные жители в течение пятнадцати лет не могли покинуть старый.